# マラディ空港
マラディ空港（Maradi Airport）は、ニジェールのマラディ州州都マラディにある空港。